# Lamborghini (singolo)
Lamborghini RMX è un singolo del rapper italiano Guè, pubblicato il 22 settembre 2017 come terzo estratto dal quarto album in studio Gentleman.

## Descrizione
Seconda traccia dell'album, il brano ha visto la partecipazione del rapper italiano Sfera Ebbasta, già collaboratore con Pequeno alla realizzazione del singolo Scooteroni RMX, uscito nel corso del 2016.
Il 22 settembre il brano è stato pubblicato come singolo in versione remixata con la partecipazione di Elettra Lamborghini, mentre il 15 dicembre successivo è invece uscita una seconda versione remixata che ha visto la partecipazione di Kurdo e Majoe, mentre il 23 febbraio 2018 ne è stato diffuso un terzo che ha visto la partecipazione di Pronto.

## Video musicale
Il video della versione remix è stato reso disponibile il 26 settembre attraverso il canale YouTube del rapper e mostra quest'ultimo cantare il brano insieme a Sfera Ebbasta e a Elettra Lamborghini vicino a una Lamborghini Murciélago.

## Tracce
Download digitale
1. Lamborghini RMX (featuring Sfera Ebbasta & Elettra Lamborghini) – 4:08

Download digitale – German RMX
1. Lamborghini RMX (featuring Kurdo & Majoe) – 4:08

Download digitale – Swiss RMX
1. Lamborghini RMX (featuring Pronto) – 4:08

## Classifiche
| Classifica (2017) | Posizione massima |
| ----------------- | ----------------- |
| Italia            | 1                 |